# موریل اوانز
موریل اوانز (انگلیسی: Muriel Evans; ۲۰ ژوئیهٔ ۱۹۱۰ – ۲۶ اکتبر ۲۰۰۰) هنرپیشه اهل ایالات متحده آمریکا بود.
از فیلم‌ها یا برنامه‌های تلویزیونی که وی در آن نقش داشته‌است می‌توان به ملودرام منهتن، زحمت را کم کن اشاره کرد.